# Paraphyllina
Paraphyllina är ett släkte av maneter. Paraphyllina ingår i familjen Paraphyllinidae.
Paraphyllina är enda släktet i familjen Paraphyllinidae.
Kladogram enligt Catalogue of Life:
| Paraphyllina | \| \| Paraphyllina intermedia \| \| \| \| \| \| Paraphyllina ransoni \| \| \| \| \| \| Paraphyllina rubra \| \| \| \| |
|              | \| \| Paraphyllina intermedia \| \| \| \| \| \| Paraphyllina ransoni \| \| \| \| \| \| Paraphyllina rubra \| \| \| \| |
|              | Paraphyllina intermedia                                                                                               |
|              | |
|              | Paraphyllina ransoni                                                                                                  |
|              | |
|              | Paraphyllina rubra |
|              | |